# Tipula (Lunatipula) mima
Tipula (Lunatipula) mima is een tweevleugelige uit de familie langpootmuggen (Tipulidae). De soort komt voor in het Palearctisch gebied.